# Ердманнсдорфф

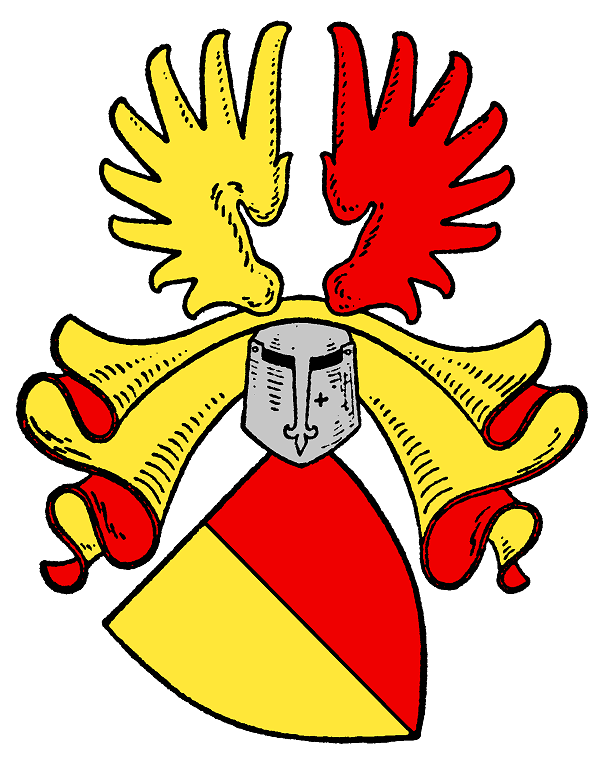
Герб роду Ердманнсдорфф (саксонський варіант).

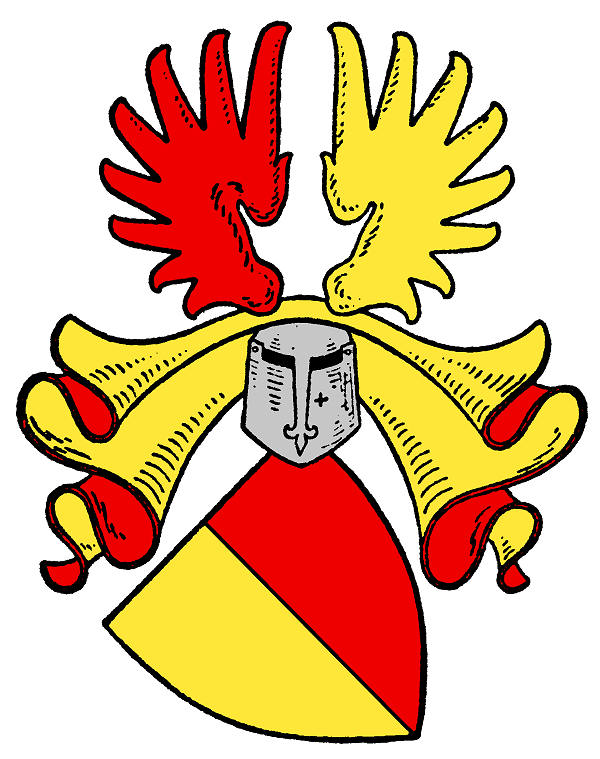
Герб роду Ердманнсдорфф (бранденбурзький і прусський варіант).

Ердманнсдорффи (нім. Erdmannsdorff) — давній саксонський рід, перша згадка про який датована 30 березня 1206 року.

## Відомі представники
- Фрідріх Вільгельм фон Ердманнсдорфф (1736–1800) — німецький архітектор і архітектурний теоретик.
- Фрідріх фон Ердманнсдорфф (1772–1827) — прусський юрист.
- Генріх Людвіг фон Ердманнсдорфф (1776–1853) — німецький дипломат і політик.
- Генріх Отто фон Ердманнсдорфф (1815–1888) — німецький консервативний політик.
- Отто фон Ердманнсдорфф (1888–1978) — німецький дипломат.
- Вернер фон Ердманнсдорфф (1891–1945) — німецький воєначальник, генерал піхоти вермахту. Кавалер Лицарського хреста Залізного хреста.
- Готтфрід фон Ердманнсдорфф (1893–1946) — німецький воєначальник, генерал-майор вермахту. Кавалер Лицарського хреста Залізного хреста.
- Карлгенріх фон Ердманнсдорф (1923–2002) — німецький офіцер, бригадний генерал бундесверу.